# 會員儲值卡
會員儲值卡係指封閉式的儲值卡，亦即該卡片所儲存的值，只能在限定的商家內使用。例如：7-11的i-Cash，Starbucks的隨行卡。這類的會員卡，目的是為了要能鼓勵商家的客人，能持續來店消費。因此，通常會搭配相當的優惠，以吸引客人辦卡、儲值與使用。
常見的優惠方式：
1. 儲值優惠：例如：儲值1000元，即贈送兩杯咖啡。或加值金50元。
2. 用卡優惠：例如：使用儲值卡消費，可享九折優惠。
3. 累積優惠：例如：一年內消費滿10,000元，之後消費可享八五折優惠。
4. 生日優惠：例如：生日當月，可免費享用生日套餐乙份。
5. 消費給點：例如：消費30元，給1點。

這類儲值卡，亦稱為電子禮券。由於屬於商家自己發行，若商家本身信譽不佳，或財務困難，引發惡性倒閉。消費者的儲值將無處使用，亦無法返還。
因此，經濟部在96年4月1日施行零售業等商品（服務）禮券定型化契約應記載及不得記載事項，對於商家發行電子禮券或儲值卡，要有發行人之履約保證責任。

## 相關
- 會員卡

## 外部連結
- 零售業等商品(服務)禮券定型化契約應記載及不得記載事項 （页面存档备份，存于）